# Iavornița
Iavornița (în bulgară Яворница) este un sat în Obștina Petrici, Regiunea Blagoevgrad, Bulgaria.

## Demografie
Componența etnică a satului Iavornița
     Romi (8,46%)
     Turci (20,42%)
     Bulgari (66,5%)
     Nicio identificare (4,6%)
La recensământul din 2011, populația satului Iavornița era de 803 locuitori. Din punct de vedere etnic, majoritatea locuitorilor (66,5%) erau bulgari, existând și minorități de turci (20,42%) și romi (8,46%). Pentru 4,6% din locuitori nu este cunoscută apartenența etnică.